# Ташаузский округ
Ташаузский округ — единица административного деления Туркменской ССР, существовавшая с декабря 1924 по август 1930 года и с февраля 1932 по ноябрь 1939. Административный центр — город Ташауз.

## Округ в 1924—1930
Образован в 1924 году на территории Туркменской АО Хорезмской НСР.
Изначально делился на 5 районных шуро: Ильялинское, Куня-Ургенчское, Порсинское, Тахтинское, Ташаузское.
В январе 1925 районные шуро были переименованы в районы:
- Ильялинский район
- Куня-Ургенчский район
- Порсинский район
- Тахтинский район
- Ташаузский район

Округ был ликвидирован Постановлением Президиума ЦИК ТССР от 23 августа 1930 года. Районы переданы в прямое подчинение Туркменской ССР.
По данным переписи 1926 года численность населения составляла 125,4 тыс. чел. В том числе туркмены — 62,1 %; узбеки — 34,0 %; казахи — 1,2 %; каракалпаки — 1,2 %.

## Округ в 1932—1939
Вновь округ был образован в феврале 1932 для удобства управления отдалёнными районами республики.
Включал 5 районов: Ильялинский, Куня-Ургенчский, Порсинский, Тахтинский, Ташаузский. В 1935 Порсинский район переименован в Калининский. В 1937 образован Ленинский район, а в 1938 — Андреевский и Тельманский.
Упразднён в ноябре 1939 в связи с введением областного деления в Туркменской ССР.